# Episodi di Telephone Time (terza stagione)
La terza stagione della serie televisiva Telephone Time è andata in onda negli Stati Uniti dal 10 settembre 1957 al 1º aprile 1958 sulla ABC.
| nº | Titolo originale                   | Prima TV USA      |
| -- | ---------------------------------- | ----------------- |
| 1  | Revenge                            | 10 settembre 1957 |
| 2  | Here Lies Francois Gold            | 17 settembre 1957 |
| 3  | Campaign for Marriage              | 24 settembre 1957 |
| 4  | The Gadfly                         | 1º ottobre 1957   |
| 5  | Hole in the Wall                   | 8 ottobre 1957    |
| 6  | The Man the Navy Couldn't Sink     | 15 ottobre 1957   |
| 7  | Under Seventeen                    | 22 ottobre 1957   |
| 8  | The Other Van Gogh                 | 29 ottobre 1957   |
| 9  | Arithmetic Sailor                  | 5 novembre 1957   |
| 10 | I Get Along Without You Very Well  | 12 novembre 1957  |
| 11 | Alice's Wedding Gown               | 19 novembre 1957  |
| 12 | The Rescue                         | 26 novembre 1957  |
| 13 | Novel Appeal                       | 3 dicembre 1957   |
| 14 | Sam Houston's Decision             | 10 dicembre 1957  |
| 15 | The Frying Pan                     | 17 dicembre 1957  |
| 16 | A Picture of the Magi              | 24 dicembre 1957  |
| 17 | Death of a Nobody                  | 31 dicembre 1957  |
| 18 | Abby, Julia and the Seven Pet Cows | 7 gennaio 1958    |
| 19 | Cavalry Surgeon                    | 14 gennaio 1958   |
| 20 | A Stubborn Fool                    | 21 gennaio 1958   |
| 21 | Flight for Life                    | 28 gennaio 1958   |
| 22 | The Immortal Eye                   | 4 febbraio 1958   |
| 23 | Recipe for Success                 | 11 febbraio 1958  |
| 24 | The Checkered Flag                 | 18 febbraio 1958  |
| 25 | The Vestris                        | 25 febbraio 1958  |
| 26 | War Against War                    | 4 marzo 1958      |
| 27 | The Quality of Mercy               | 11 marzo 1958     |
| 28 | Man of Principle                   | 25 marzo 1958     |
| 29 | Trail Blazer                       | 1º aprile 1958    |

## Revenge
- Prima televisiva: 10 settembre 1957
- Diretto da: Lewis Allen
- Scritto da: Laszlo Vadnay

### Trama
- Guest star: Clarke Gordon, Martha Wentworth, Olive Blakeney (Jessie Cooper), Warren Parker, Mason Curry, Jim Hayward, Jimmy Fields (Bobby), Grant Richards (Pete Dawson), Florenz Ames (giudice), Greer Garson (Eliza Stewart)

## Here Lies Francois Gold
- Prima televisiva: 17 settembre 1957
- Diretto da: Allen H. Miner
- Scritto da: Laszlo Vadnay

### Trama
- Guest star: Paul Bryar, Gerry Gaylor, Edith Leslie, Maurice Marsac, Lyn Osborn, George Tobias, Otto Waldis, Dick Wessel, Paul Wexler

## Campaign for Marriage
- Prima televisiva: 24 settembre 1957

### Trama
- Guest star: Nesdon Booth (uomo), Lloyd Corrigan (Mr. Benson), Anne Jeffreys (Ella Knowles), Charles Lane (Josiah), Robert Sterling (Henri Haskell), Ray Teal (Hurd)

## The Gadfly
- Prima televisiva: 1º ottobre 1957

### Trama
- Guest star: Thomas Mitchell

## Hole in the Wall
- Prima televisiva: 8 ottobre 1957

### Trama
- Guest star: Frank Corsaro, Christopher Dark

## The Man the Navy Couldn't Sink
- Prima televisiva: 15 ottobre 1957

### Trama
- Guest star: Keith Byron, Joseph Cotten, Harry Fleer, Helen Kleeb, Mark Lowell, Jerry Paris, Edward Platt, Bartlett Robinson, Bud Slater

## Under Seventeen
- Prima televisiva: 22 ottobre 1957
- Diretto da: Robert B. Sinclair

### Trama
- Guest star: Alan Bunce, Dean Dwight (Tommy Sharp), Douglas Fowley, Ken Osmond (Charlie Sharp), George Pembroke, Bill Walker, Katherine Warren (giudice Levy), Fredd Wayne (Hicks)

## The Other Van Gogh
- Prima televisiva: 29 ottobre 1957
- Diretto da: Robert B. Sinclair

### Trama
- Guest star: Beverly Garland (Johanna Van Gogh), Harry Townes (Theo Van Gogh), Helene Wallace (Auntie), John Bradford (corriere)

## Arithmetic Sailor
- Prima televisiva: 5 novembre 1957
- Diretto da: Robert B. Sinclair

### Trama
- Guest star: Herbert Anderson (Nathaniel Bowditch)

## I Get Along Without You Very Well
- Prima televisiva: 12 novembre 1957
- Diretto da: Abby Berlin
- Scritto da: Laszlo Vadnay

### Trama
- Guest star: Ben Lessy (Lou Dorsey), Kaye Elhardt (Betty), Walter Winchell (se stesso), Alan Reed (Sid Kramer), Hollis Irving (Martha), Jean Bartel (Mrs. Thompson), Michael Bryant (Thompson), Joan Granville (segretario/a), Sally Fraser (Alice), Hoagy Carmichael (se stesso)

## Alice's Wedding Gown
- Prima televisiva: 19 novembre 1957

### Trama
- Guest star: Norma Eberhardt (Alice Martin)

## The Rescue
- Prima televisiva: 26 novembre 1957

### Trama
- Guest star: Jacob Bowen, Hall Lasiter, Joseph Oliveira

## Novel Appeal
- Prima televisiva: 3 dicembre 1957
- Diretto da: Arthur Hiller

### Trama
- Guest star: John Carradine, Alan Dexter, John Hoyt, John Dierkes, Claudette Colbert (Mary Roberts)

## Sam Houston's Decision
- Prima televisiva: 10 dicembre 1957

### Trama
- Guest star: Don Taylor (Sam Houston)

## The Frying Pan
- Prima televisiva: 17 dicembre 1957

### Trama
- Guest star: Jerome Cowan (soprintendente), Ray Ferrell (Joey), Joe Flynn (Assistant), Robert 'Rusty' Stevens (ragazzo grasso)

## A Picture of the Magi
- Prima televisiva: 24 dicembre 1957
- Diretto da: Robert B. Sinclair

### Trama
- Guest star: Walter Coy (Melchior), Lawrence Dobkin (Antol), Nestor Paiva (Miklos), Judy Morris (Aranka), Jean Engstrom (Elga), Jan Arvan (Arpad), Dehl Berti (Ferenc), Michael Morgan (Constantin), Azemat Janti (ufficiale), Gary Stewart (Zoltan, voce)

## Death of a Nobody
- Prima televisiva: 31 dicembre 1957

### Trama
- Guest star: Frank Faylen, Jackie Cooper

## Abby, Julia and the Seven Pet Cows
- Prima televisiva: 7 gennaio 1958
- Diretto da: Arthur Hiller

### Trama
- Guest star:

## Cavalry Surgeon
- Prima televisiva: 14 gennaio 1958
- Diretto da: George Waggner
- Scritto da: Peter Packer

### Trama
- Guest star: Paul Davis (sergente Macy), Roberto Contreras (messicano Spy), Vic Perrin (tenente Hamilton), Addison Richards (colonnello Luginbeel), Ed McCready (Metz), Patrick Riley (messaggero), David Post (Wounded Trooper), John Hudson (William Roberts)

## A Stubborn Fool
- Prima televisiva: 21 gennaio 1958

### Trama
- Guest star: Italo Tajo

## Flight for Life
- Prima televisiva: 28 gennaio 1958

### Trama
- Guest star: Lee Farr (sergente Taylor), Eddie Ryder (tenente Lambert), Bill Idelson (sergente Newsom), Paul Millard (tenente Bewley), Tom Holland (capitano Holly), Edward G. Robinson Jr. (tenente Hays), Stephen McNally (maggiore Tyson)

## The Immortal Eye
- Prima televisiva: 4 febbraio 1958
- Diretto da: Robert B. Sinclair

### Trama
- Guest star: Willis Bouchey (Ottomar Gerhardt), John Smith (Phillip Horton), Wanda Hendrix (Joan Horton)

## Recipe for Success
- Prima televisiva: 11 febbraio 1958
- Diretto da: George Waggner
- Scritto da: David Evans

### Trama
- Guest star: Theodore Marcuse (John P. William), Alphonse Martell (cameriere), Sebastian Cabot (Prince of Wales), Edith Barrett (Sara Bernhardt), Rita Shanker (bambina), George Chakiris (Alphonse), George Milan (Chauffeur), Christopher Essay (Entremetier), Martha Wentworth (Jeanette), Walter Slezak (Henry Charpentier)

## The Checkered Flag
- Prima televisiva: 18 febbraio 1958
- Diretto da: Erle C. Kenton
- Scritto da: Joseph Landon

### Trama
- Guest star: Richard Shannon, John Harmon, Rudy Lee, Buzzy Bookman, Mike Ladin, Joy Stoner, Rachel Ames (Joan Yedor), Mike Connors (Cy Yedor), Kathleen Nolan (Gina Hand), Vic Morrow (Bud Hand)

## The Vestris
- Prima televisiva: 25 febbraio 1958
- Diretto da: Arthur Hiller
- Scritto da: David Evans

### Trama
- Guest star: Torin Thatcher, Rita Lynn, Ashley Cowan, Ben Wright, G. Thomas Duggan, Boris Karloff (dottor Pierre)

## War Against War
- Prima televisiva: 4 marzo 1958
- Diretto da: Don Taylor
- Scritto da: Laszlo Vadnay

### Trama
- Guest star: John Banner, John Wengraf, Michael Emmet, Anthony Eustrel, Maurice Marsac, Jessica Tandy (Bertha von Suttner), Hume Cronyn (Alfred Nobel)

## The Quality of Mercy
- Prima televisiva: 11 marzo 1958
- Diretto da: Robert B. Sinclair

### Trama
- Guest star: Anne Sargent (Mrs. Mudd), Stacy Harris (Union Officer), Michael Emmet (John Wilkes Booth), Robert Gothie (David Herold), William Tannen (sergente), Oliver McGowan (comandante), Harry Townes (dottor Samuel Mudd)

## Man of Principle
- Prima televisiva: 25 marzo 1958

### Trama
- Guest star: Lionel Ames, Barbara Baxley (Cleone), Edward Binns (Brazier), Neil Hamilton (King Hiero II), Jonathan Harris (Archimedes), Bek Nelson

## Trail Blazer
- Prima televisiva: 1º aprile 1958
- Diretto da: Allen H. Miner
- Scritto da: D. D. Beauchamp

### Trama
- Guest star: Tom Pittman (Wes Sheek), John Larch (Oliver Loving), Joel Fluellen (Jim Fowler), Kem Dibbs (Simp Walker), Rory Calhoun (Charles Goodnight), Lynette Bernay (Mary)